# Premier League 2007-2008 (Irlanda del Nord)
La Premier League 2007-2008 è stata la centosettesima edizione del massimo livello del campionato nordirlandese di calcio. Il Linfield ha vinto il campionato per la quarantottesima volta nella sua storia, la terza consecutiva.

## Classifica finale
G = Partite giocate; V = Vittorie; N = Nulle/Pareggi; P = Perse; GF = Goal fatti; GS = Goal subiti; 